# Jack Harman
Sir Jack „Jackie“ Wentworth Harman, GCB, OBE, MC (* 20. Juli 1920 in Farnham, Surrey; † 28. Dezember 2009 in Dinton, Wiltshire) war ein britischer Offizier der British Army, der unter anderem von 1970 bis 1972 Kommandeur der 1. Panzerdivision (1st Armoured Division) und 1974 bis 1976 Kommandierender General des I. Korps (I Corps) war. Zuletzt war er von 1978 bis 1981 stellvertretender Oberster Befehlshaber der Alliierten NATO-Streitkräfte in Europa DSACEUR (Deputy Supreme Allied Commander Europe) war.

## Leben
Jack „Jackie“ Wentworth Harman, Sohn von Generalleutnant Wentworth Harman, KCB, DSO und dessen Ehefrau Dorothy Harman, absolvierte nach dem Besuch des Wellington College in Berkshire eine Offiziersausbildung am Royal Military College Sandhurst. Nach deren Abschluss wurde er am 2. März 1940 als Leutnant (Second Lieutenant) in das Kavallerieregiment Queen’s Bays (2nd Dragoon Guards) übernommen. Während des Zweiten Weltkrieges wurde ihm 1943 das Military Cross (MC) verliehen und er nahm als Angehöriger des Kavallerieregiments 24th Lancers an der „Operation Neptune“, der alliierten Landung in der Normandie, am Italienfeldzug sowie an der Frühjahrsoffensive in Italien 1945 teil.
Nach Kriegsende fand Harman weitere Verwendungen als Offizier und Stabsoffizier. Er war von Januar 1960 bis Juni 1962 als Oberstleutnant (Lieutenant-Colonel) Kommandeur (Commanding Officer) des Kavallerieregiments 1st The Queen’s Dragoon Guards. Ihm wurde 1962 das Offizierskreuz des Order of the British Empire (OBE) verliehen. Im Januar 1965 wurde Brigadegeneral (Brigadier) Kommandeur der 11. Infanteriebrigade (11th Infantry Brigade Group) und verblieb auf diesem Posten bis Dezember 1966. 1967 war er Absolvent des Imperial Defence College (IDC) in London. Im Januar 1968 wurde er Assistierender Chef des Heeresstabes für Nachrichtendienste und Operationen (Assistant Chief of Staff, Intelligence and Operations) und hatte diese Funktion bis Dezember 1969 inne. Im Anschluss wurde er im Januar 1970 als Generalmajor (Major-General) Nachfolger von Generalmajor Allan Macnab Taylor als Kommandeur (General Officer Commanding) 1. Panzerdivision (1st Armoured Division). Diesen Posten hatte er bis Januar 1972 inne und wurde daraufhin von Generalmajor Edwin Bramall abgeläst. Im Anschluss löste er im Februar 1972 Generalmajor Philip Tower als Kommandant der Royal Military Academy Sandhurst ab und hatte diese Funktion bis November 1973 inne, woraufhin Generalmajor Robert Cyril Ford sein dortiger Nachfolger wurde.
Am 1. Januar 1974 wurde „Jackie“ Harman zum Knight Commander des Order of the Bath (KCB) geschlagen und führte fortan den Namenszusatz „Sir“. Daraufhin wurde er im Januar 1974 als Generalleutnant (Lieutenant-General) Kommandierender General (General Officer Commanding-in-Chief) des I. Korps (I Corps) und damit Nachfolger von Generalleutnant Sir Roland Gibbs. Er verblieb in dieser Verwendung bis April 1976 und wurde im Anschluss von Generalleutnant Sir Richard Worsley abgelöst. Im Juni 1976 wurde er als General Nachfolger von General Sir Cecil Blacker als Generaladjutant des Heeres (Adjutant-General to the Forces) und war als solcher bis September 1978 sowie seiner anschließenden erneuten Ablösung durch General Sir Robert Cyril Ford im Verteidigungsministerium zuständig für die Entwicklung der Personalpolitik und der Unterstützung der Armee. In dieser Verwendung wurde er am 31. Dezember 1977 auch zum Knight Grand Cross des Order of Bath (GCB) erhoben.
Zuletzt wurde General Sir Jack „Jackie“ Wentworth Harman im April 1978 Nachfolger von General Sir Harry Tuzo als stellvertretender Oberster Befehlshaber der Alliierten NATO-Streitkräfte in Europa DSACEUR (Deputy Supreme Allied Commander Europe). Er hatte diese Funktion bis zu seinem Ausscheiden aus dem aktiven Militärdienst im April 1981 inne und wurde danach von Air Chief Marshal Sir Peter Terry abgelöst. Er war zwei Mal verheiratet, und zwar von 29. November 1947 bis zu deren Tode im November 1996 mit Gwladys May Murphy, Tochter von Sir Idwal Lloyd. Aus dieser Ehe gingen eine Tochter hervor. Außerdem brachte Gwladys May Murphy aus ihrer Ehe mit dem verstorbenen Oberstleutnant R. J. Murphy zwei Stieftöchter in die Ehe. Im Mai 2001 heiratete er in zweiter Ehe noch Sheila Florence Perkins, Witwe von Major Christopher Perkins.